# 奄克孛剌
奄克孛剌（?—?），明朝哈密卫都督，把塔木儿之子。畏兀儿人，忠顺王罕慎的弟弟。
弘治五年（1492年），明孝宗命他以都督同知辅佐忠顺王陕巴。第二年，吐鲁番汗国速檀阿黑麻袭击占领哈密，陕巴被俘虏，他代主哈密之事。他和回回都督佥事写亦虎仙、哈剌灰指挥佥事拜迭力迷失等人修苦峪（今甘肃省敦煌市东北）坚守，弘治十年（1497年），陕巴回国，他和陕巴不合，后来娶其侄女和好。弘治十七年（1504年），部下阿孛剌勾结阿黑麻的儿子真帖木儿入主哈密。次年，陕巴死后，拜牙即即位，奄克孛剌执掌哈密卫印信，协力辅佐。正德八年（1513年）拜牙即弃城投奔吐鲁番，奄克孛剌不从，投奔肃州。十年（1515年）为左都督。十二年（1517年）吐鲁番汗国进攻瓜州，他率军帮助甘肃总兵郑廉拒击。